# Kim Kyong-hui
Kim Kyong-hui (hangeul: 김경희, hanja: 金敬姬; revideret romanisering af koreansk: Gim Gyeong-hui, McCune-Reischauer: Kim Kyŏnghŭi, født 30. maj 1946 i Pyongyang i Korea) er en nordkoreansk politiker. Hun er lillesøster til afdøde partileder Kim Jong-il. Den 27. september 2010 blev hun og nevøen Kim Jong-un udnævnt til firestjernet general.

## Liv og gerning
Hun er datter af Kim Il-sung og dennes anden hustru Kim Jong-suk. Hun har to brødre, Kim Jong-il og Kim Pyong-il.
Kim Kyŏng-hŭi begyndte sin politiske karriere i 1971 i Nordkoreas demokratiske kvindeforbund. I 1976 blev hun stedfortrædende præsident for det Det Koreanske Arbejderpartis centralkomites stående afdeling for internationale kontakter. Hun er repræsentant i Den øverste folkeforsamling og har siden 1987 haft ansvaret for afdelingen for let industri i centralkomiteen. Hun har været medlem af selve centralkomiteen siden 1988. 
I 1972 giftede hun sig med general Jang Song-thaek, som var en af landets betydeligste ledere frem til, at han blev frataget al magt og henrettet i december 2013. Hendes eneste datter Jang Kum-song (1977–2006) studerede i Paris, hvor hun begik selvmord.
Efter, at Kim Jong-il efterfulgte sin far som landets leder, fik Kim Kyong-hui sammen med hendes mand Jang ansvaret for landets store økonomiske projekter. Jang Song-thaek blev henrettet i december 2013, og Kim Kyong-hui forsvandt fra offentlighedens søgelys frem til januar 2020, da hun første gang optrådte offentligt sammen med Kim Jong-un i forbindelse med markeringen af det koreanske måne-nytår.